# Arthur Paget
Sir Arthur Paget (15. ledna 1771 – 26. července 1840) byl britský diplomat, mladší bratr polního maršála 1. markýze z Anglesey. Od mládí byl členem Dolní sněmovny, souběžně se uplatňoval v diplomacii. Za napoleonských válek měl důležité diplomatické úkoly jako vyslanec v Rakousku (1801–1806) a Turecku (1807–1809).

## Životopis
Pocházel ze šlechtického rodu Pagetů, byl třetím synem 1. hraběte z Uxbridge a mladším bratrem polního maršála markýze z Anglesey, jeho dalšími bratry byli generál Edward Paget (1775–1849) a admirál Charles Paget (1778–1839). Středoškolské vzdělání získal na Westminster School, poté studoval v Oxfordu, studium ale nedokončil. Absolvoval kavalírskou cestu, během níž v roce 1790 studoval ještě v Lipsku a Drážďanech. V letech 1794–1807 byl poslancem Dolní sněmovny za ostrov Anglesey, zasedání parlamentu se ale vůbec nezúčastňoval, protože po celou dobu svého mandátu pobýval jako diplomat v zahraničí.
Do diplomatických služeb vstoupil v roce 1791, nejprve jako tajemník vyslanectví v Petrohradě (1791–1794), poté chargé d'affaires v Berlíně (1794–1795). V letech 1798-1800 byl mimořádným vyslancem v Mnichově a u říšského sněmu, poté vyslancem u neapolského exilového dvora v Palermu (1800–1801). V letech 1801–1806 byl vyslancem u císařského dvora ve Vídni, v roce 1804 získal Řád lázně a šlechtický titul. Z Vídně mimo jiné v roce 1805 zaslal depeši o porážce koaliční armády u Slavkova. V letech 1807–1809 byl vyslancem v Istanbulu, kde měl za úkol zabránit francouzsko-tureckému spojenectví. Vysoké portě sdělil tajné dodatky Tylžského míru, které byly v rozporu s tureckými zájmy, ale zamezit sbližování Turecka s Francií se mu nepodařilo. V roce 1809 odešel z diplomatických služeb s roční penzí 2 000 liber. Po skončení napoleonských válek obdržel velkokříž Řádu lázně (1815). Jeho sídlem byl venkovský zámek Hamble Cliff House v hrabství Hampshire.
Po opuštění diplomatických služeb se v roce 1809 oženil s Augustou Fane (1786–1871), dcerou irského místokrále 10. hraběte z Westmorlandu. Augusta se dva dny před sňatkem s Pagetem rozvedla s 1. hrabětem Morleyem. Měli spolu sedm dětí, dcera Agnes Charlotte Paget (1818–1858) se provdala za svého bratrance lorda George Pageta. Pokračovatelem této rodové linie byl Arthurův nejmladší syn Augustus Paget (1823–1896), dlouholetý velvyslanec v Římě a ve Vídni. Augustus uspořádal a tiskem vydal otcovu diplomatickou korespondenci.